# Фолкерк
Фо́лкерк (англ. Falkirk, гэльск. An Eaglais Bhreac, скотс Fawkirk) — город в центральной части Шотландии. Административный центр округа Фолкерк.

## История
Фолкерк имел важное стратегическое значение ещё во времена Римской империи, когда по распоряжению императора Антонина римляне воздвигли между заливами Ферт-оф-Форт и Ферт-оф-Клайд (то есть между восточным и западным побережьем) вал Антонина. Во время археологических раскопок в области Фолкерк было найдено множество свидетельств былого владычества римлян.
Наименование города произошло от названия церкви, основанной в период раннего Средневековья христианскими миссионерами. На гэльском языке она называлась Egglesbrech — то есть пёстрая церковь — или Fawkirk на шотландском. Вокруг церкви образовалось небольшое поселение, из которого впоследствии и вырос город.
Окрестности Фолкерка стали местом двух крупных сражений.
- Первая битва при Фолкерке произошла 21 июня 1298 года, во время одной из войн за независимость Шотландии и окончилась полным поражением шотландского войска Уильяма Уоллеса от армии английского короля Эдуарда Длинноногого.
- Вторая битва при Фолкерке датируется 17 января 1746 годом. В этот день якобиты, ранее осадившие замок Стерлинг, под предводительством принца Чарльза Эдуарда Стюарта совершили нападение на генерала Генри Хоули, который с восьмитысячным войском выдвинулся на помощь осажденным правительственным войскам и на пути остановился в Фолкерке. Ввиду внезапности атаки, солдаты генерала Хоули не смогли оказать должное сопротивление и потеряли убитыми около 300 человек.

В 1600 году с присвоением Фолкерку статуса бурга, то есть города с самоуправлением, началась активная застройка домами из камня улицы, которая сейчас носит название Хай-стрит (англ. High Street).
В XVIII веке, с развитием в области чугунно-литейной промышленности и началом строительства соединяющего заливы канала Форт-энд-Клайд (закончилось в 1790 года), Фолкерк стал колыбелью индустриальной революции Шотландии. Построенный в 1822 году канал Юнион обеспечил сообщение с Эдинбургом, кроме того в области быстро развивалось железнодорожное сообщение. В это же время в городе начал работу кирпичный завод, принадлежащий семье Хоуви.

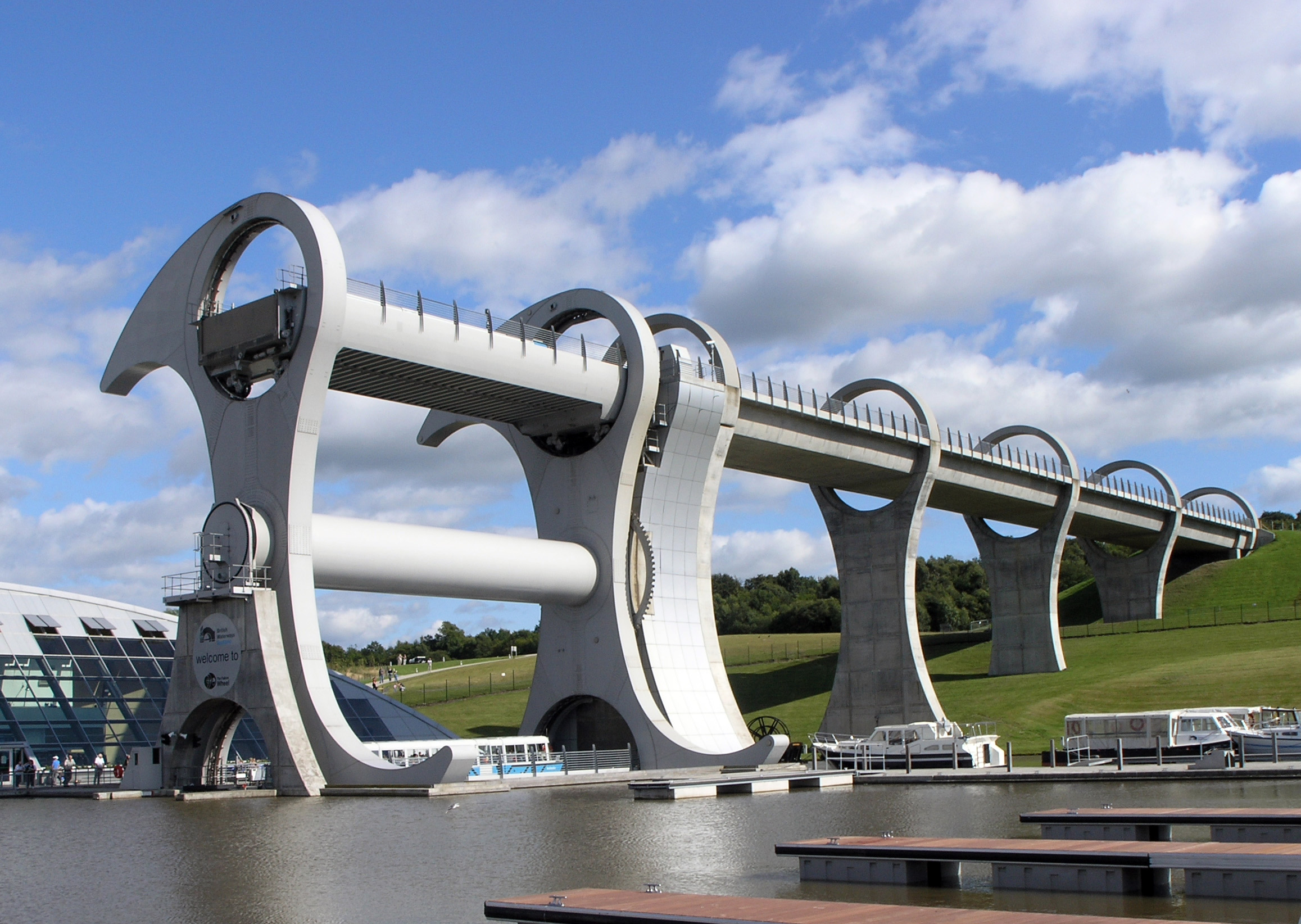
Фолкеркское Колесо

## Экономика
Крупный нефтеперерабатывающий комбинат.

## Спорт
В городе существует футбольный клуб «Фалкирк».

## Достопримечательности
На окраине города в парке Helix установлена скульптура The Kelpies, представляющая собой две конные фигуры из нержавеющей стали. Скульптура выполнена мастером из Глазго Энди Скоттом. Высота каждой фигуры равна 10-этажному зданию (30 метров), вес — 400 тонн. Келпи означает название мифического шотландского существа — жителя водоема, способного перевоплощаться в животное или человека, чаще всего — в черного коня, обладающего огромной силой. Фигуры коней Келпи были созданы по эскизам, которые Энди Скотт нарисовал с натуры — двух лошадей-тяжеловозов породы Клейдесдаль. Адрес достопримечательности: Suite 1A, The Falkirk Stadium, 4 Stadium Way.